# Tillagning av te

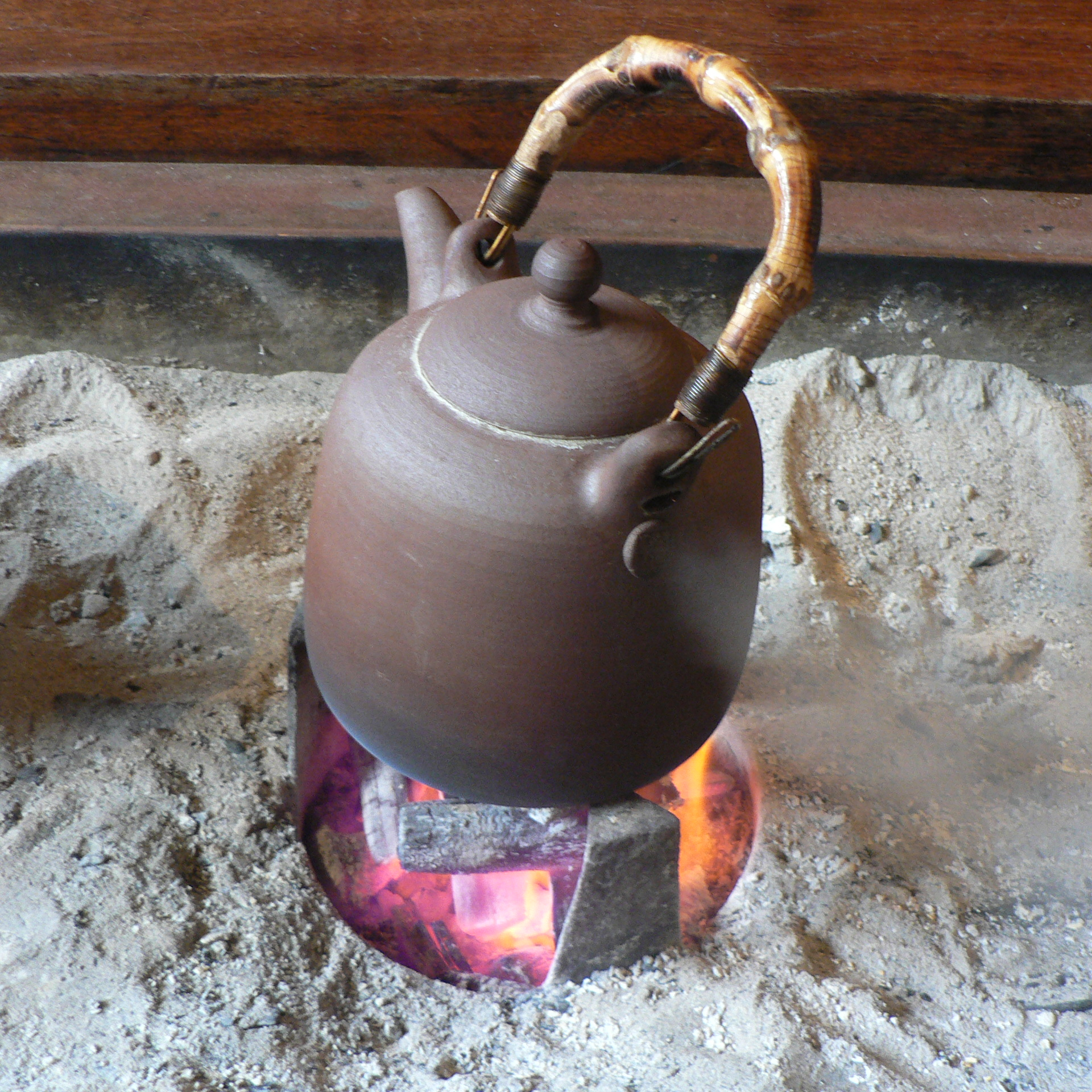
Vatten kokas för tillagning av te i taiwanesiskt tehus

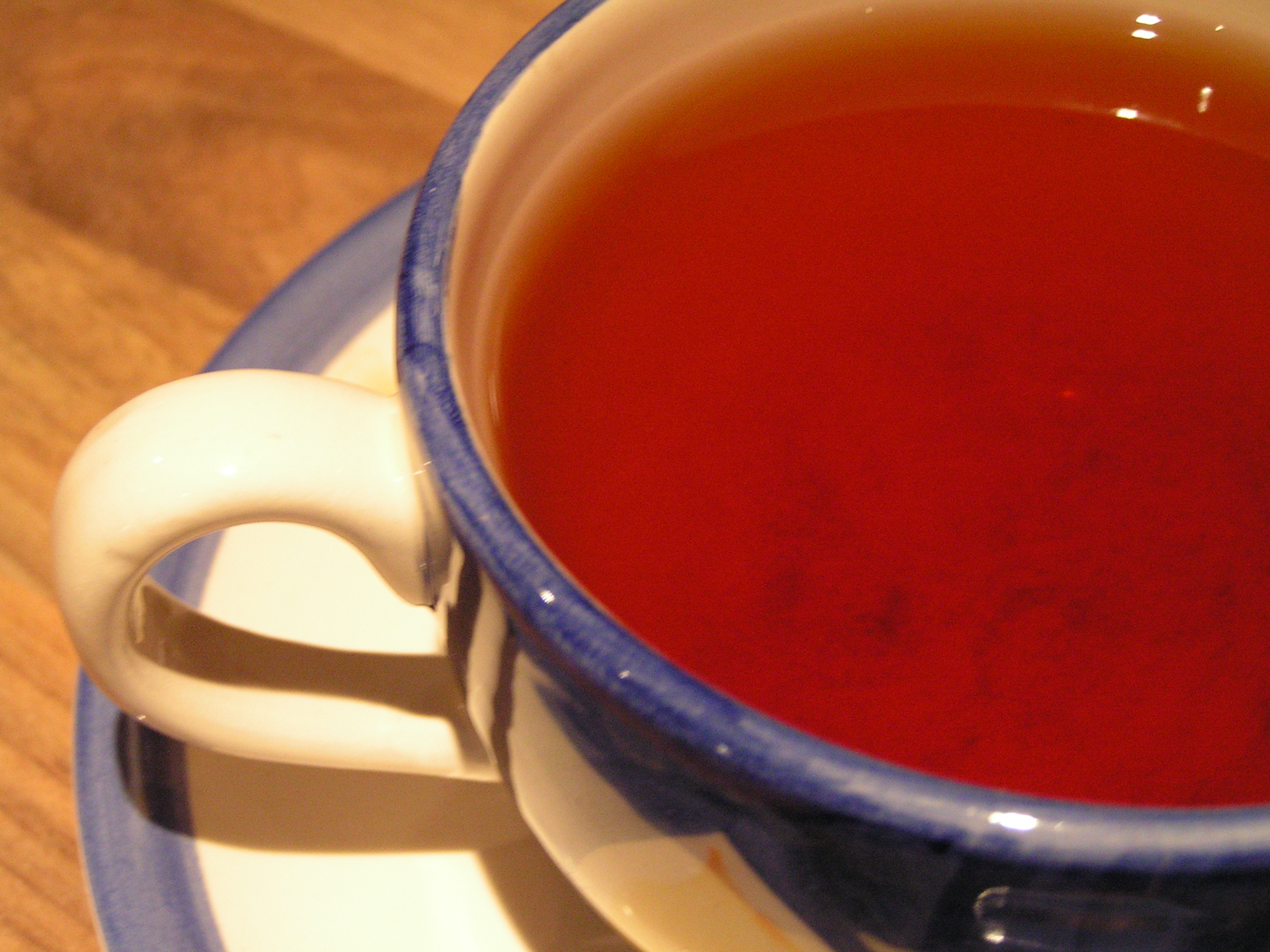
En kopp Earl Grey, utan mjölk

Tillagning av te har varierat och fortsätter att variera. I Kina, där te först odlades och dracks, har det skett en historisk utveckling från kokning via vispning till dragning (bryggning –  det idag dominerande tillagningssättet i alla länder). Tillagningssättet varierar idag främst efter vilket slags te som tillreds och efter lokala traditioner och vanor. Exempel på varierande faktorer i tillagningen kan vara temperaturen på vattnet, mängden te, tillsatser och om teet har en speciell smak, så som är vanligt hos de svarta teerna.

## Den historiska utvecklingen

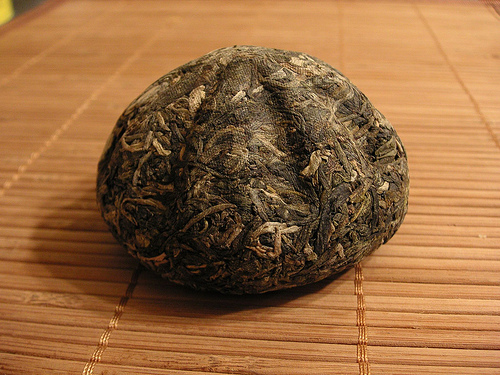
En pressad och torkad teboll, just den här efter sin färg och form kallad "gyllene melon"

### Kokning
Teblad, färska eller naturligt torkade, användes troligen ursprungligen som en av flera ingredienser i medicinaldrycker. Bladen fick då koka tillsammans med övriga ingredienser. Senare kom te att kokas med färre eller inga tillägg, annat än salt som ansågs förhöja smaken om tillsatt i lagom mängd. Det var då vanligen te som först torkats till tekakor eller tebollar för att bättre klara transporter och förvaring. Dessa kakor och bollar hettades först upp över öppen eld och skars eller bröts sedan ned för att koka en stund. Att koka te på det här sättet var förhärskande fram till Tangdynastin och är utförligt beskrivet i Lu Yus bok Chajing.
Arvet efter det här sättet att tillaga te kan fortfarande ses i exempelvis det tibetanska smörteet som tillagas inte bara med jaksmör utan också med salt. Smörte dricks också av mongoler.
| ”                                                           | Att koka thébladen är avskyvärdt och borde egentligen vara i lag förbjudet, såsom nästan ett attentat mot mensklighetens välbefinnande. | „ |
| – Mathilda Langlet: Husmodern i staden och på landet (1884) | |   |

### Vispning

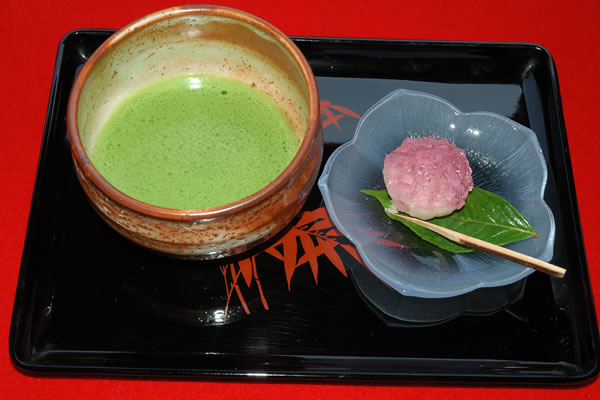
En skål med japanskt vispat pulverte, med tillhörande kaka

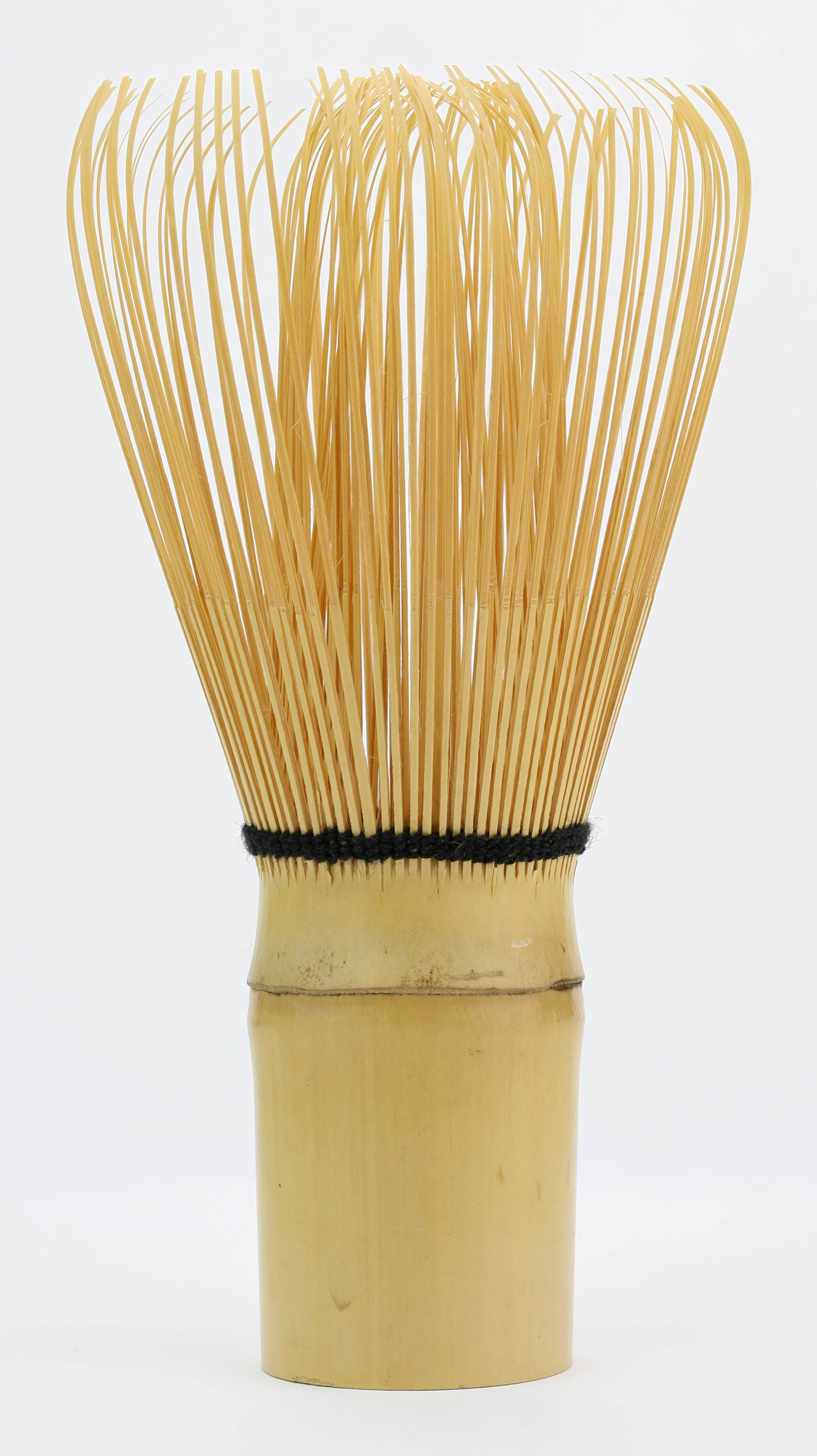
En modern japansk tevisp av bambu ser likadan ut som sin kinesiska föregångare

I slutet av Tang- och början av Songdynastin kom kokning av te att ge plats för vispning. Te från de torkade kakorna krossades till ett fint pulver som vispades ned i upphettat vatten. Det här sättet att tillreda te gav en ogenomskinlig dryck vars färg passade väl ihop med det mörkt glaserade porslinet som producerades.
Vispning av te upphörde senare i Kina för att ersättas av den enklare dragningen, men det har överlevt i Japan, i form av matcha, där det framför allt gjort sig känt för sin centrala roll i teceremonin, cha no yu. Japanskt rakugods är också lämpligt för vispat te och påminner om Songporslinet.

### Dragning
Övergången av tillagningsmetod till dragning, ibland på svenska kallad bryggning, tros av vissa bero antingen på mongolernas maktperiod i Kina under yuandynastin eller enkelheten med dragning gentemot vispning. Vid dragning, som är den idag helt dominerande metoden såväl i Kina som internationellt, slår man hett vatten över tebladen och låter dem sedan dra en stund.
Övergången till dragning hängde också samman med populariseringen av lösbladste. Te som inte längre pressades samman till brickor eller bollar behöll mycket mer smak även om de inte klarade förvaring lika länge utan att oxidera och tappa smak, ett problem som dock delvis kompenserades av upptäckten av de i sin beredningsfas oxiderade, svarta teer som bättre än de tidigare allenarådande gröna klarar förvaring. Dragning, speciellt av de i Kina vanligaste, gröna teerna, passade också väl ihop med det vita (Blanc-de-Chine) blåvita porslin som Mingdynastin är berömt för då den blå tonen ger en grön ton även åt gulnat te (grönt te av lägre kvalitet eller tillagat med för hett vatten).

## Tillagning

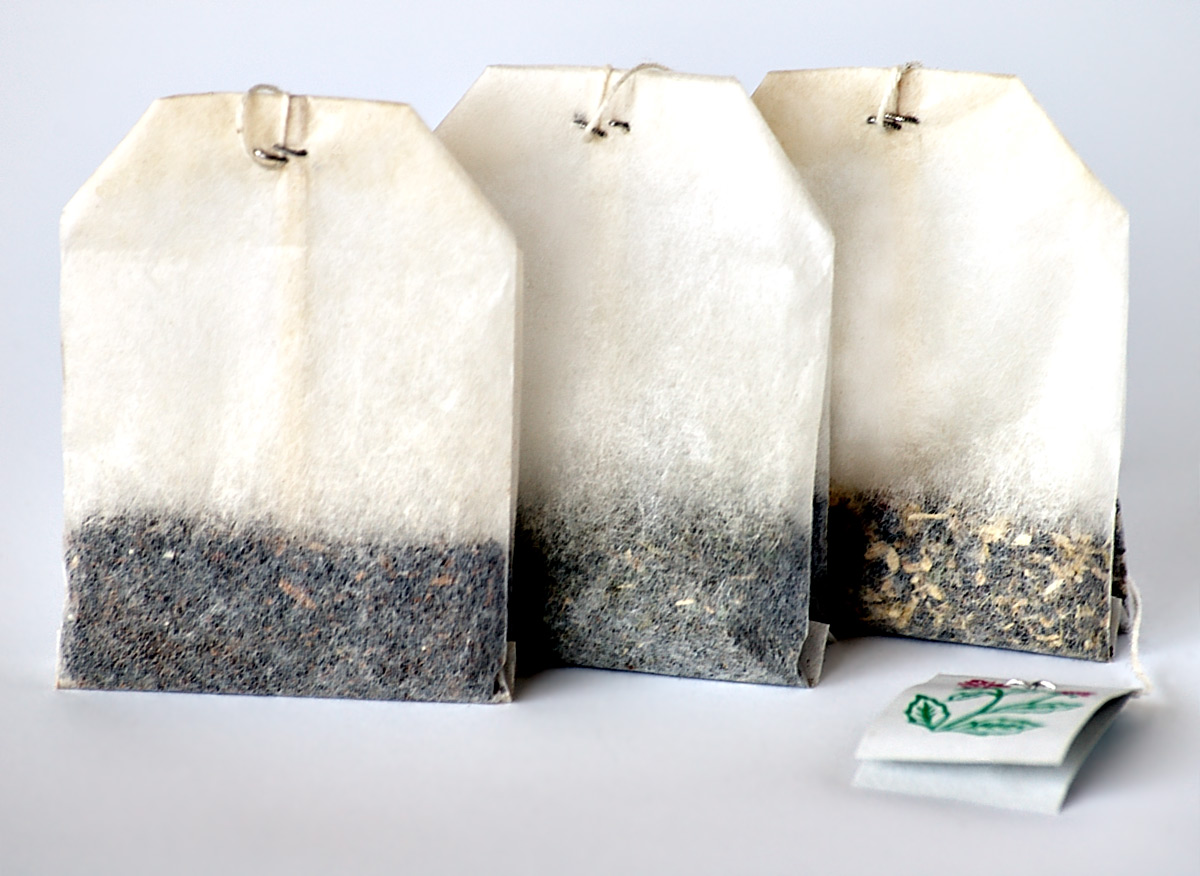
Tepåsar med svart te avger sin smak mycket snabbt och klarar inte en andra bryggning

### Påste
Påste är teblad paketerade i påsar, som läggs ner i vatten varpå smaken utlöses. Tebladen klipps till önskad storlek under tillverkningen, vilket förbättrar oxidationen, vilket leder till en snabbare dragning. Ofta anses påsteet vara av sämre kvalité än vanligt löste. Kända märken som tillverkar påste är bland andra Lipton och Twinings.

### Tillagning efter tesort
Generellt brukar man säga att två till tre gram te per kopp är lämpligt oberoende av vilket te det rör sig om. Den stora skillnaden gäller temperaturen på vattnet. Ju mindre oxiderat och ju finare kvalitet desto lägre temperatur och längre dragningstid. De flesta svarta teer, liksom de flesta oolongteer, bör tillagas med vatten så nära kokpunkten som möjligt medan 70 grader är ett riktmärke för gröna och vita teer.
Detta är dock bara generella riktmärken och många tesorter har speciella traditioner knutna till sig som detaljerar exempelvis om teet ska dra under lock eller inte.

#### Svarta teer
Genom sin beredning, som ofta innebär hackning, avger svarta teer det mesta av sin smak och sitt kemiska innehåll redan vid första dragningen. Det mest extrema exemplet är förstås påste, vars finfördelade bladdelar mycket snabbt avger all sin smak. Tesorter med hela svarta teblad, på kinesiska kallade kung fu-teer, som exempelvis qimen, avger sin smak långsammare och kan däremot dras ett par gånger med njutbart resultat.

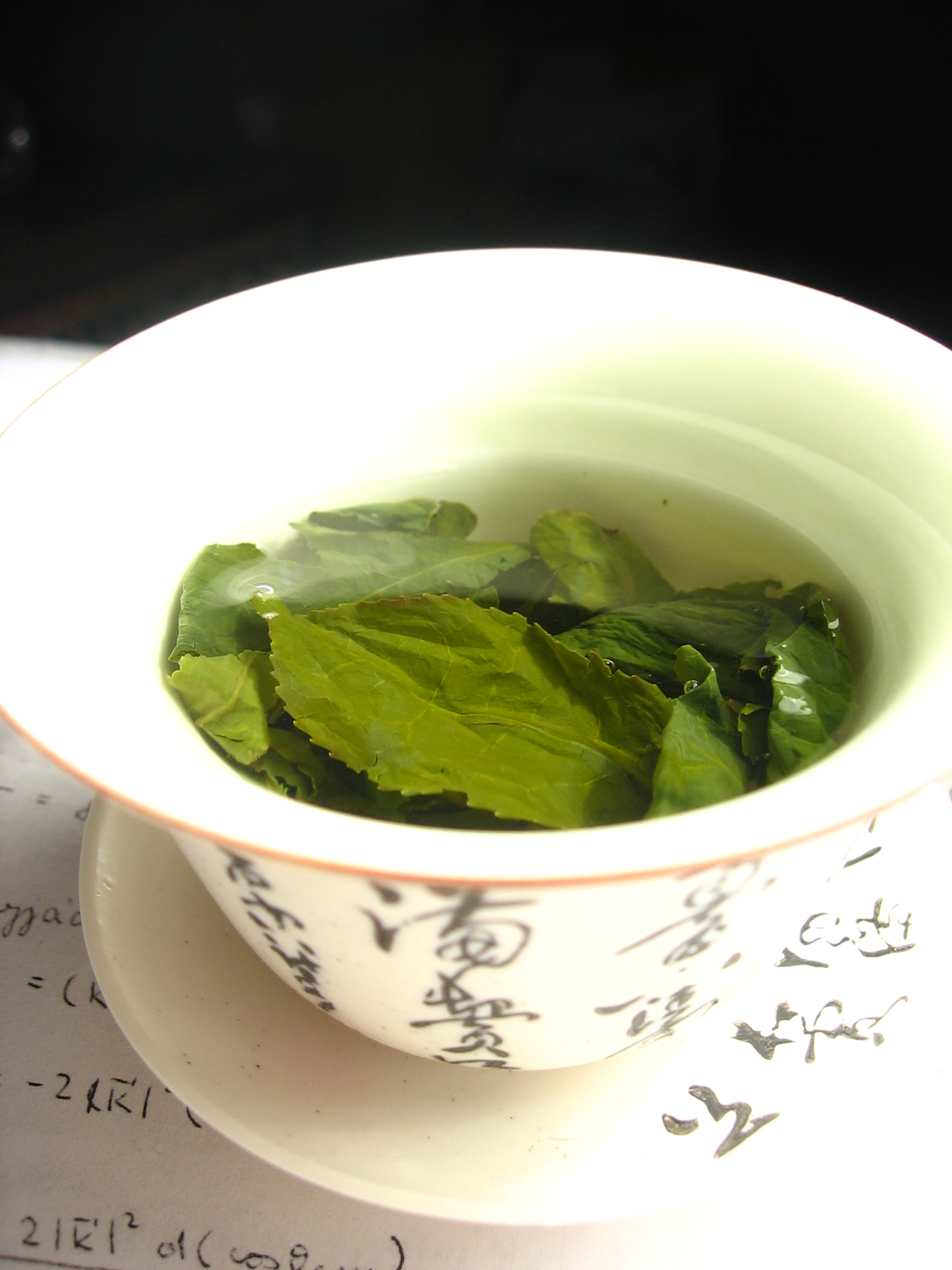
Hela gröna teblad avger sin smak långsammare och kan med fördel dras flera omgångar

#### Oolong och pu’er
Tesorter som oolong och pu'er tillagas ofta enligt kung fu-metoden: en liten tekanna som fylls till en tredjedel med teblad som först sköljs en gång med kokhett vatten som genast slås bort och därefter dras ytterst lite varje gång vatten tillsätts kannan. En del oolongteer är mycket lätt oxiderade och ligger nära grönt te; dessa sorter kan också tillagas med vatten av lägre temperatur.

#### Gröna och andra lätt oxiderade teer
Gröna, gula och vita teer avger sitt innehåll betydligt långsammare till följd av den mildare beredning de genomgått. De kan därför vanligen dras flera gånger, ju högre kvalitet desto fler men vanligen mellan omkring tre till fem gånger. Hur många dragningar ett te tål beror – naturligtvis –  också på hur länge tebladen får dra varje gång och hur varmt vattnet är.

## Regionala variationer
Idag är temarknaden och tedrickandet globalt. Man kan i Sydamerika köpa grönt japanskt pulverte, matcha, odlat och berett i Kina, och vispa sig en kopp enligt konstens alla regler. Men traditioner ändras i regel långsamt och vissa sätt att tillaga te har kommit att förknippas med vissa länder eller regioner.

### Östasien
Huvuddelen av det te som dricks i Kina, Japan, Korea och Vietnam är grönt och dricks helt utan tillsatser.

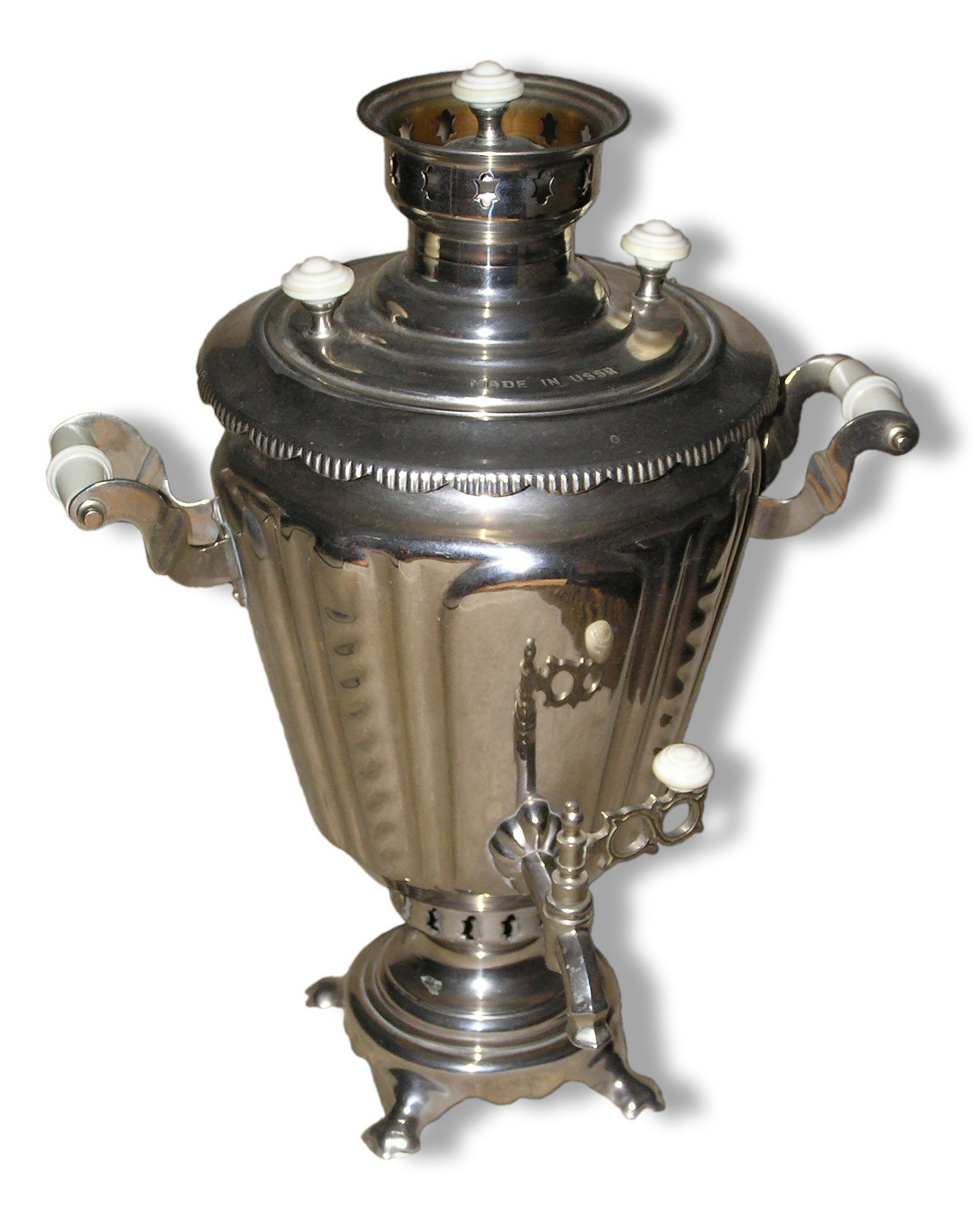
Samovaren – sinnebilden för ryskt te

### Ryssland
Svart te har i Ryssland traditionellt tillagats med hjälp av en samovar. Ett starkt svart te bryggs i en liten kanna som ofta hålls varm genom att placeras på samovarens lock. Det starka teet späds sedan ut med varmvatten från samovaren i varje tekopp. Att söta sitt te med marmelad har traditionellt setts som typiskt ryskt.

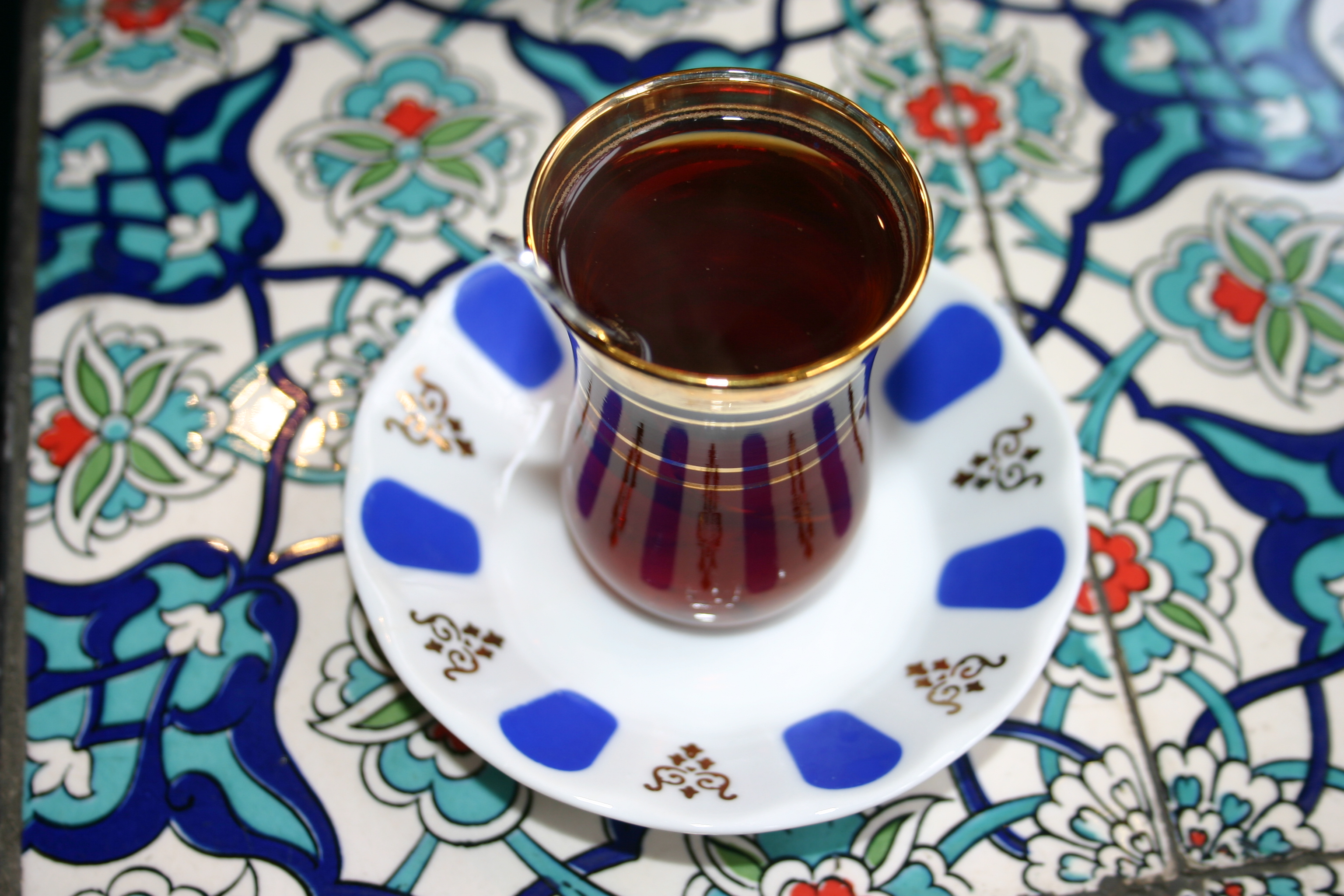
I Turkiet, Kurdistan och många arabländer serveras teet starkt och sött i små teglas som på kurdiska heter piyale

### Iran och Centralasien
Te är ofta en välkomstdryck i Iran, där drycken spelar en väldigt stor social roll, och avslutar varje måltid (även om den sällan serveras till maten). Den tillagas i en samovar där den står hela dagen och serveras i glas med sockerbitar till. Chai anses vara en nationaldryck och dricks väldigt mycket.

### Arabvärlden
I arabvärlden, liksom i Turkiet och angränsande länder, är det mer ovanligt med mjölk i teet men desto vanligare med socker. I Turkiet serveras teet i små glas formade som tulpaner, där teet bara fylls tre fjärdedelar. Detta är för att man skall kunna hålla någonstans i glaset, för att inte bränna sig om fingrarna. Glaset kan inte vara så stort eftersom teet serveras väldigt starkt. Samovarer är vanliga.

### Kurdistan

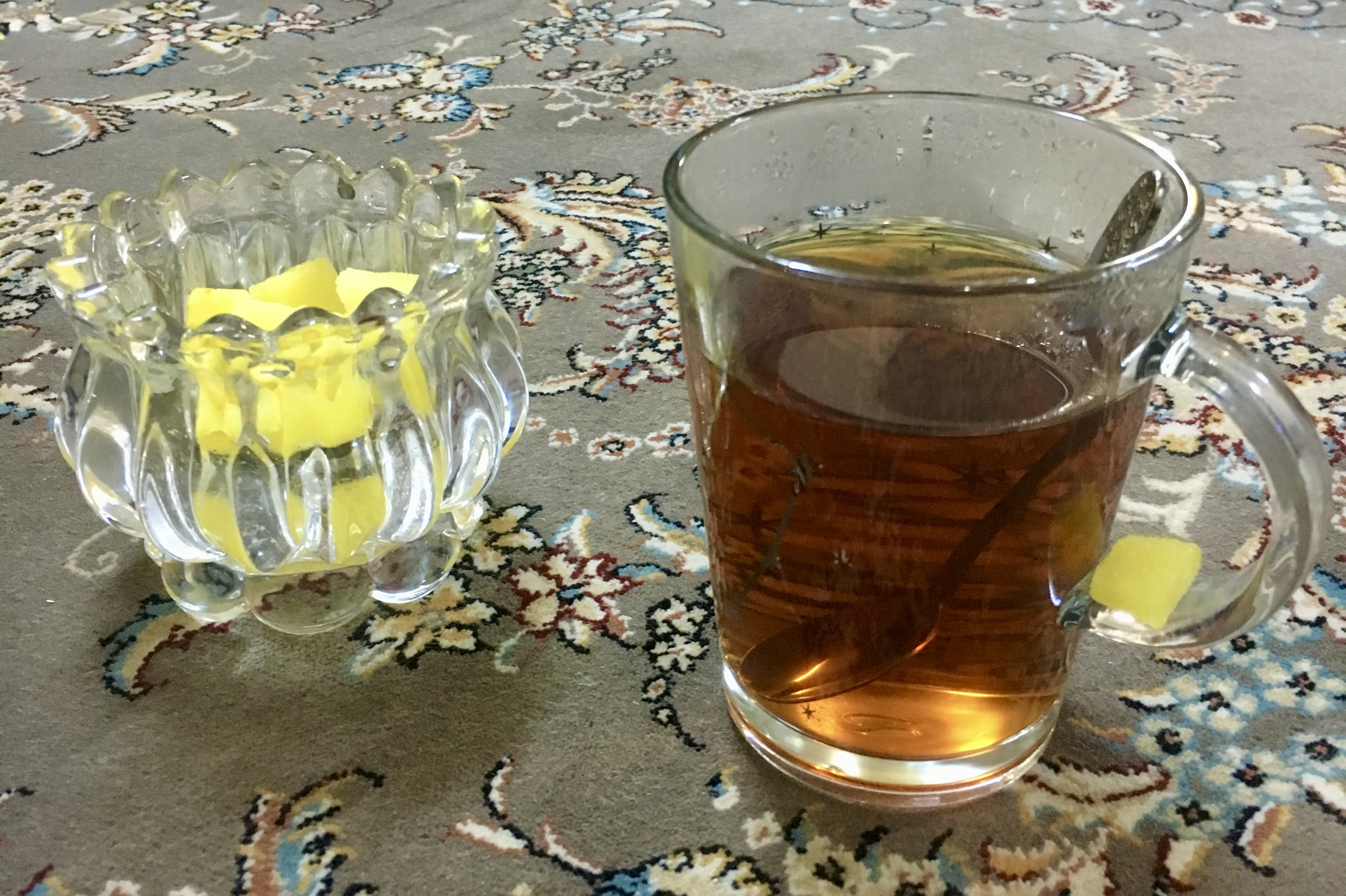
Kurdiskt te serverat med saffransfärgat kandisocker.

I Kurdistan (alla delar) har te en viktig social funktion. Man dricker teet till frukost men efter lunch och middag, till de senare måltiderna föredras istället Mastaw (dew eller do om den är kolsyrad) som i Sverige kallas Ayran från turkiska språket. Te dricks också till efterrätter såsom paqlawe och/eller kûlîçe. Teet dricks i små, ofta färgrika, glas som på kurdiska heter piyale. Te heter ça (uttal: cha) på kurdiska och anses vara en nationaldryck. Kurder har generellt väldigt mycket socker i sitt te, men man rör sällan om utan låter det ligga i glaset. En del har en råsocker bit i munnen under tiden man dricker sitt te, istället för sockret.

### Västeuropa och Amerika
Den första gången som teet nämndes i Europa var 1559 av venetianaren Giambatista Ramusio. De första tesorter som nådde Europa var grönt te och oolong, men svart te, som bättre klara de långa och fuktiga transporterna blev snart det dominerande. Från England spred sig sedan bruket att tillsätta socker och/eller mjölk. I smaksatta teer som citronte brukar man vanligen inte ha mjölk, men det förekommer tillsammans med det nära besläktade Earl Grey.

### Indien
Indiskt te tillagas vanligen efter brittisk modell, men det många förknippar med Indien är masala chai, som förutom sötningsmedel (vanligen socker) också innehåller en eller flera ”värmande” kryddor som exempelvis ingefära, kanel, kardemumma eller kryddnejlika.